# أرت وول جونيور
أرت وول جونيور (بالإنجليزية: Art Wall, Jr.) هو لاعب غولف أمريكي، ولد في 25 نوفمبر 1923 في هونيسدال في الولايات المتحدة، وتوفي في 31 أكتوبر 2001.

## وصلات خارجية
- أرت وول جونيور على موقع إن إن دي بي (الإنجليزية)